# International Research and Training Institute for the Advancement of Women
Das Internationale Forschungs- und Ausbildungsinstitut zur Förderung der Frau (englisch International Research and Training Institute for the Advancement of Women, INSTRAW) war ein Spezialorgan der Vereinten Nationen mit Sitz in Santo Domingo.
Es wurde auf Empfehlung der Weltkonferenz des Internationalen Jahres der Frau 1975 in Mexiko durch den UN-Wirtschafts- und Sozialrat errichtet. INSTRAW nahm seine Tätigkeit 1979 auf – ab 1983 war ihr Sitz in Santo Domingo, der Hauptstadt der Dominikanischen Republik. INSTRAWs Schwerpunkte waren die Rolle der Frau im Entwicklungsprozess sowie ihre Förderung durch Forschung und Ausbildung. Das Institut finanzierte sich durch Spendenbeiträge, die meist von Regierungsorganen oder privaten Spendern zur Verfügung gestellt wurden. Die Verwaltung von INSTRAW bestand aus elf Personen: einer Vertreterin des Generalsekretärs, der Direktorin des Institutes, je einem Vertreter der fünf regionalen Wirtschaftskommissionen, einem Repräsentanten des Gastlandes und Vertretern von drei Staaten, die vom UN-Wirtschafts- und Sozialrat gewählt wurden. Zudem erhielt INSTRAW Unterstützung von Referenten, freiwilligen Mitarbeitern der UN sowie durch ein reges Praktikantenprogramm. Ganz im Gegensatz zu den Zielen des Instituts hat der Prozentsatz der Frauen in den Parlamenten der Vereinten Nationen von 14,8 % im Jahr 1988 auf 11,3 % im Jahr 1995 abgenommen.
INSTRAW ging im Juli 2010 in der durch Resolution 64/289 der Generalversammlung der Vereinten Nationen neugegründeten United Nations Entity for Gender Equality and the Empowerment of Women auf.